# Cesare e Cleopatra (opera teatrale)
Cesare e Cleopatra (titolo originale in inglese: Caesar and Cleopatra) è un dramma storico di George Bernard Shaw sulla relazione tra Giulio Cesare e Cleopatra, scritto nel 1898 e andato in scena integralmente per la prima volta a New York nel 1906.

## Trama
Atto I
Solo nel deserto, Giulio Cesare interroga la statua di una sfinge e si meraviglia quando una voce gli risponde: è la giovane Cleopatra, che dormiva tra le zampe di pietra della creatura fantastica. Cesare è affascinato dalla ragazza e crede di stare ancora sognando; Cleopatra lo informa sulle sue superstizioni sui gatti e le acque del Nilo, ma gli confida anche la sua paura di bambina che Cesare e i romani vogliano mangiare il popolo egizio. Cesare, divertito, le confida di essere un romano, ma la avverte anche che la divorerà solo se Cleopatra si comporterà da ragazzina e non da donna. Cleopatra si affida al maturo generale, che la riaccompagna a palazzo e nella sua sala del trono. Cesare prova a convincere Cleopatra a comportarsi da regina, anche se è difficile con la nutrice Ftatateeta che continua a trattare la giovane come se fosse ancora una bambina. Cesare ordina ai servi della donna di vestirla con le sue vesti regali e quando i romani entrano per salutare Cesare, Cleopatra realizza finalmente con chi stava parlando e cade sollevata tra le sue braccia.
Atto II
Tolomeo XIII ha dieci anni e arringa il popolo seguendo i consigli dei suoi tutori. Cesare reclama le tasse egizie e convoca Cleopatra. Rufio ricorda a Cesare che l'esercito romano ha occupato l'Egitto ed è comandato da Achilla, mentre Cesare è al comando di soli quattromila uomini. Lucio Settimio e Potino portano a Cesare la testa mozzata di Pompeo per ingraziarselo, ma il romano è sconvolto dalla notizia. Rufio si lamenta per la clemenza di Cesare e fa scortare Tolomeo fuori dalla sala del trono. Rimasti soli, Cesare e Cleopatra parlano di quanto sia cresciuta la ragazza e Cesare promette di presentarle il giovane e vigoroso Marco Antonio. Un soldato romano entra ferito per informare Cesare che l'esercito d'occupazione romano è arrivato e il condottiero ordina che tutte le navi siano bruciate tranne quelle predestinate a portare i romani al faro sull'isola nel porto. Cesare e Rufio guidano le truppe verso il faro.
Atto III
Sul molo di fronte al palazzo di Cleopatra, Apollodoro, che ha portato dei tappeti per la regina, litiga con una sentinella romana. Cleopatra vuole essere portata al faro ma la sentinella rifiuta di lasciarla andare. La giovane donna gli dice allora che vuole regalare un tappeto a Cesare, ci si fa avvolgere dentro e spedire dal romano. Ma Cesare è infastidito dall'arrivo della giovane e la sua preoccupazione aumenta quando le truppe egizie isolano quelle romane e si avvicinano. Per salvarsi dagli egizi Apollodoro, Rufio e Cesare si buttano in mare per nuotare fino alle barche romane, portando Cleopatra con loro.
Atto IV
Sei mesi dopo, Cleopatra spettegola su Cesare con le serve e vengono interrotte da Ftatateeta che fa entrare Potino, prigioniero dei romani che vuole accordarsi con lei. Potino accusa la donna di volersi liberare di Cesare per governare da sola, ma Cleopatra rigetta l'accusa e rimasta sola con la nutrice ordina a Ftatateeta di ucciderlo. Cesare, Rufio e Apollodoro, di ritorno dal banchetto, sentono un grido terribile, e scoprono che Potino è stato assassinato e che i cittadini in rivolta accusano Cesare dell'omicidio. Cleopatra confessa di essere stata lei a dare l'ordine e Cesare la rimprovera aspramente, affermando che non è così che si governa. Lucio Settimio informa Cesare che truppe ausiliarie guidate da Mitridate sono in arrivo. Cesare capisce il diversivo, comprende che le truppe egizie ora attaccherano Mitridate e corre in suo aiuto. Rufio intanto uccide Ftatateeta per l'omicidio di Potino.
Atto V
Sconfitti gli egizi, Cesare si prepara a tornare a Roma. Nomina Rufio governatore romano in Egitto, loda Britanno per la sua condotta sul campo di battaglia e lascia ad Apollodoro il compito di coltivare l'arte egizia. In lutto per Ftatateeta, Cleopatra vuole vendetta contro Rufio, che ammette di averla uccisa. Cesare nega soddisfazione a Cleopatra e l'accusa di non aver imparato niente da lui. Dopo aver reiterato la promessa di mandare Marco Antonio da lei, Cesare lascia Alessandria con tutti gli onori delle milizie romane.

## Produzioni e adattamenti

### Allestimenti

#### Prime messe in scena e stampa
Cesare e Cleopatra fu messo in scena per la prima volta come una lettura d'attori a Newcastle upon Tyne il 15 marzo 1899, una produzione completamente priva di scene, costumi e movimenti realizzata soprattutto per assicurarsi i diritti d'autore sul titolo. La prima messa in scena avvenne al New Amsterdam Theatre di Broadway, New York, dove la pièce rimase in cartellone per 49 repliche dal 30 ottobre al dicembre 1906. Il ruolo di Cesare fu scritto appositamente per Johnston Forbes-Robertson, che ricoprì la parte a Broadway con la moglie Gertrude Elliott nel ruolo di Cleopatra. L'anno successivo la commedia fece il suo debutto londinese al Savoy Theatre.
Il testo dell'opera era già stato pubblicato cinque anni prima del debutto teatrale, nel 1901, nel volume Tre commedie per i puritani insieme con La conversione del capitano Brassbound ed Il discepolo del diavolo.

#### Produzioni successive
Cesare e Cleopatra tornò a Broadway nel 1914 con i due protagonisti originali nei ruoli di Cesare e Cleopatra, mentre nel 1925 il Guild Theatre di New York vide il terzo revival di Broadway dell'opera, interpretato con successo da Lionel Atwill ed Helen Hayes nelle parti degli storici amanti; dal dicembre 1949 all'aprile 1950 l'opera replicò per oltre centocinquanta rappresentazioni al National Theatre di New York con Cedric Hardwicke nel ruolo del maturo Cesare.
Nel 1951 Michael Benthall diresse Laurence Olivier e Vivien Leigh in un ambizioso progetto che li vedeva recitare i ruoli dei protagonisti nella pièce di Shaw in repertorio con la tragedia shakespeariana Antonio e Cleopatra. La doppia messa in scena fu allestita per il St James Theatre del West End londinese, ma andò in scena anche a Broadway dal dicembre 1951 alla primavera 1952. Per la sua interpretazione di Cleopatra come giovane inesperta nella commedia di Shaw e come regina tragica nell'opera di Shakespeare, Vivien Leigh ottenne un grande successo e i critici salutarono la sua duplice interpretazione come una delle più grandi della sua carriera.
Cesare e Cleopatra fu messo in scena anche in Italia, in un'apprezzata produzione al Gran Teatro La Fenice di Venezia il 26 marzo 1952, con Renzo Ricci, Eva Magni, Mercedes Brignone, Nando Gazzolo, Leo Gavero, Luciano Alberici, Francesco Mulè, Edda Valente e Vittorio Stagni.
Nel 1971 John Gielgud interpretò Cesare in un revival del festival di Chichester; Gielgud era la prima scelta di Shaw per il film del 1945, ma il primo attore aveva rifiutato la parte per un'istantanea antipatia per il regista Gabriel Pascal. Rex Harrison, che era stato candidato al Premio Oscar per la sua performance nel ruolo di Cesare nel film Cleopatra (1963), tornò ad interpretare il dictator romano in un revival di Broadway in scena per 12 rappresentazioni al Palace Theatre di New York nel 1977; Elizabeth Ashley era la sua Cleopatra. Nel 2008 il festival teatrale canadese di Stratford ha ospitato una propria produzione dell'opera, diretta da Des McAnuff e interpretata da Christopher Plummer e Nikki M. James nelle parti di Cesare e Cleopatra.

### Adattamenti
Nel 1945 Gabriel Pascal diresse l'omonimo adattamento cinematografico della commedia, su una sceneggiatura dello stesso Shaw. Il film, all'epoca il più costosto realizzato in Gran Bretagna, fu accolto molto negativamente dalla critica.